# Ulf (évêque de Dorchester)
Pour les articles homonymes, voir Ulf.
Ulf ou Ulfus Normanus est évêque de Dorchester de 1049 à 1052.

## Biographie
Ulf est originaire de Normandie. Il fait partie des Normands dont s'entoure le roi anglais Édouard le Confesseur après son avènement, en 1042, et occupe la charge de chapelain auprès du roi d'après Jean de Worcester. Il est nommé évêque de Dorchester en 1049.
Le manuscrit E de la Chronique anglo-saxonne rapporte qu'en 1050, Ulf assiste à un concile organisé par le pape à Verceil, dans le nord de l'Italie. Sa destitution est envisagée, mais il parvient à conserver son statut épiscopal grâce à d'importants dons. Il est possible que le Livre de Verceil, un codex de poésie vieil-anglaise, ait fait partie de ces dons, ce qui expliquerait comment il a pu se retrouver dans cette petite ville italienne.
En septembre 1052, l'archevêque de Cantorbéry Robert de Jumièges s'enfuit d'Angleterre lorsque son rival, le comte Godwin de Wessex, y revient en force. Ulf l'accompagne dans sa fuite, de même qu'un autre évêque normand, Guillaume de Londres. Bien qu'Ulf n'ait pas été déposé, Édouard nomme Wulfwig pour le remplacer sur le siège épiscopal de Dorchester.